# Cordillera Riesco (Isla Riesco)
La cordillera Riesco es un cordón montañoso situado en la Región de Magallanes .: 766 
Luis Risopatrón lo describe en su Diccionario jeográfico de Chile (1924):: 766 
Riesco (Cordillera). Es de mediana altura i se levanta en la parte NE de la isla del mismo nombre, entre las aguas de Skyring i Otway.
No debe ser confundida con Cordillera Riesco (Santa María-Montañas).